# Lebombo

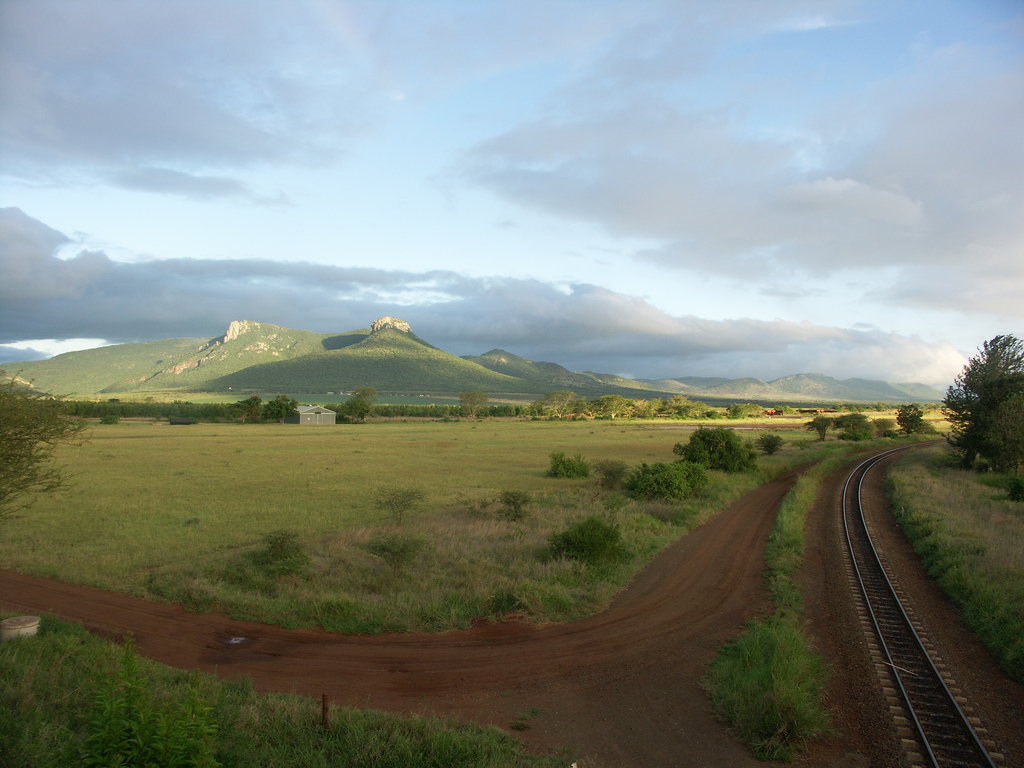
Fragment gór Lebombo

Lebombo (także Lubombo; ang. Lebombo Mountains; afr. Lebomboberge; zulu Ubombo) – pasmo górskie w Południowej Afryce, Mozambiku i Eswatini, rozciągające się południkowo na długości ok. 800 km. Zbudowane ze skał wulkanicznych. Wznosi się średnio na wysokość 600 m n.p.m., najwyższy szczyt, Mananga, osiąga wysokość 801 m n.p.m. W górach płynie wiele rzek, m.in. Mkuze, Olifants, Pongola, Ingwavuma (Ngwavuma) i Usutu. Pasmo porośnięte roślinnością sawannową i lasami podzwrotnikowymi. Północna część pasma leży w granicach Parku Narodowego Krugera.
W 1970 roku w trakcie wykopalisk na terenie jaskini Border Cave w obszarze pasma Lebombo znaleziono kawałek kości strzałkowej pawiana nazwany kością z Lebombo. Jest to jeden z najstarszych znanych obiektów matematycznych.